# Fuchsia magellanica
El chilco (Fuchsia magellanica), también llamado aljaba, thilco, chilca, chilcón, fucsia, jazmín del papa, palo blanco, pendientes de la reina, o tilca ( del mapudungún De chillko /tʃiʎko/, chilko /tʃilko/ 'acuoso', aguachento. "Chilcon-estar aguanoso"), es un arbusto de la familia Onagraceae originario de Argentina y Chile que crece cerca de cursos de agua y se cultiva como planta ornamental.

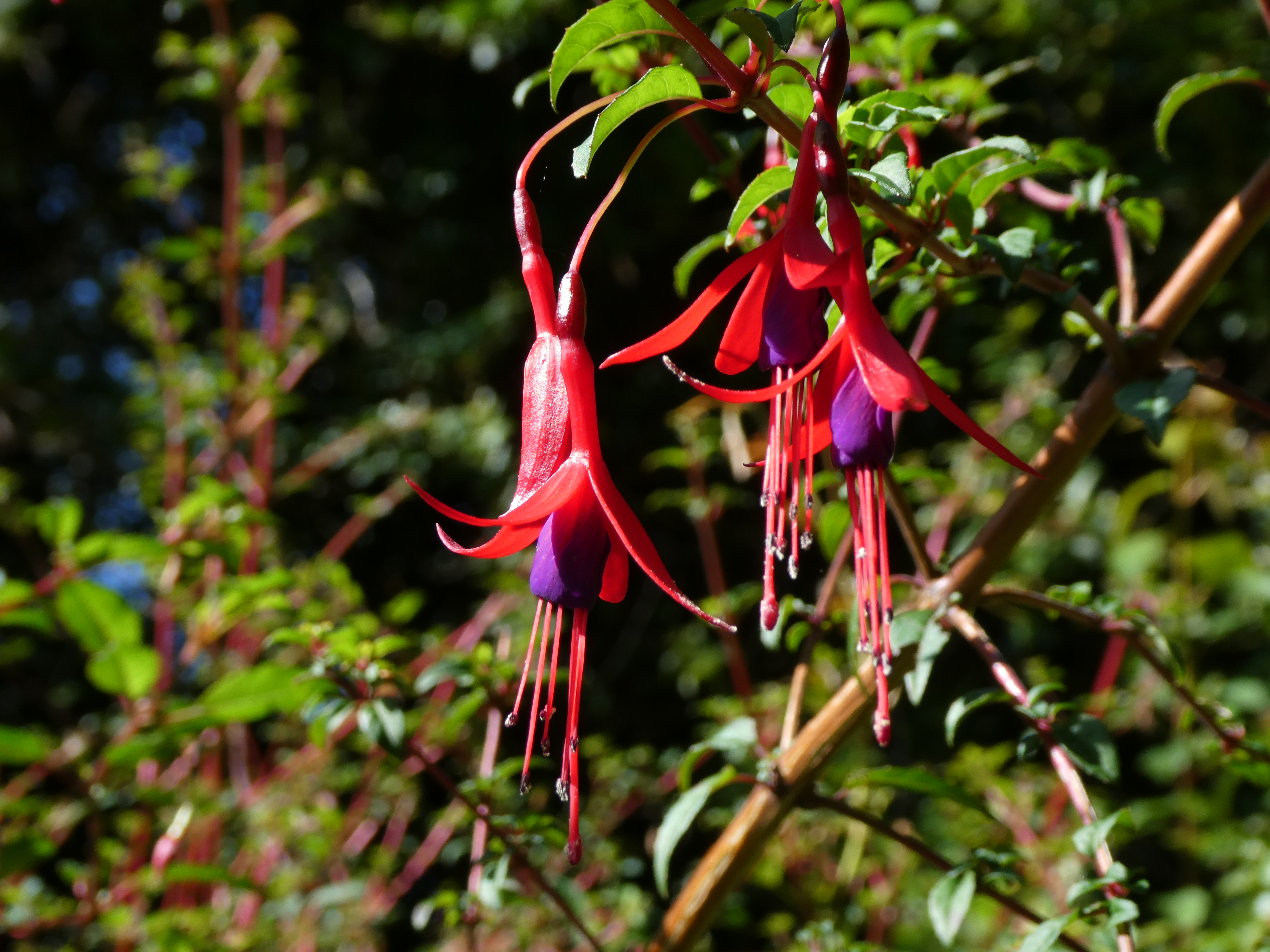
Flores de chilco en la Isla Grande de Chiloé, Chile.

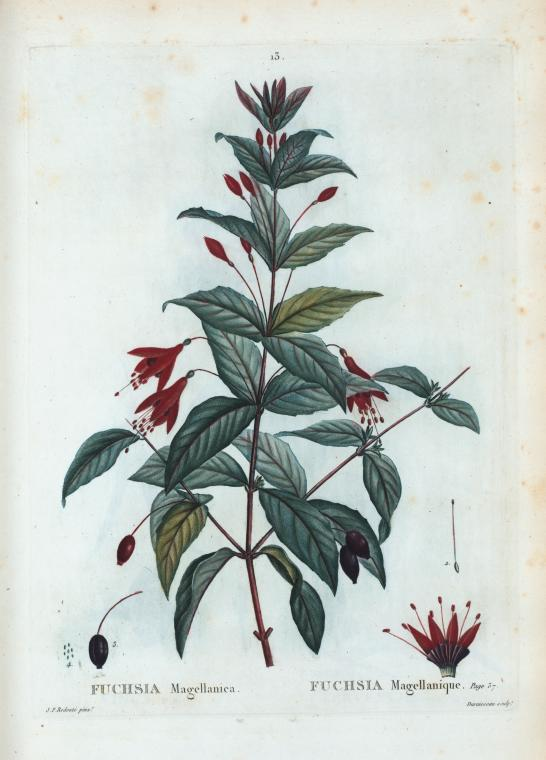
Ilustración.

## Descripción
Es un arbusto caducifolio de alrededor de 2-4 metros de altura, con ramas delgadas que nacen desde la base del tronco. Sus hojas de forma lanceolada tienen el peciolo rojizo y se agrupan en verticilos. Sus flores son tetrámeras, con grandes sépalos abiertos de color rojo, que sobrepasan el largo de los pequeños pétalos de color violado. Hay 8 estambres de unos 2 cm, también de color rojizo o violeta. El fruto es una baya comestible que procede de un ovario en posición inferior.
La variedad molinae (mal conocida como alba) tiene flores de sépalos blancos y pétalos blanco-rosados. Es nativa de la Isla de Chiloé. Se encontró por primera vez en la Comuna de Castro.
La variedad eburnea tiene flores de sépalos blancos con envés rosados y puntas verdes, pétalos violeta y tubo rosado a rojo. Es una variedad en peligro de extinción, nativa de la Patagonia chilena. Se la describió sobre la base de ejemplares de la Isla Englefield en el Seno de Otway, encontrándose también ejemplares en la Península Antonio Varas, y en las cercanías de Mañihuales.

## Distribución y hábitat
En su territorio de origen se encuentra bajo condiciones de clima templado, con un amplio rango de precipitaciones. Vive preferentemente en las cercanías de cursos de agua y en sitios con abundancia de sombra. Soporta bien el anegamiento.
En la zona austral de Chile (Patagonia occidental) crece en el borde de los bosques y por la cantidad de precipitaciones del lugar no necesariamente se encuentra cerca de cursos de agua.
Está naturalizada en el Reino Unido, y Bolivia donde fue introducida para usarla en jardinería.

## Usos

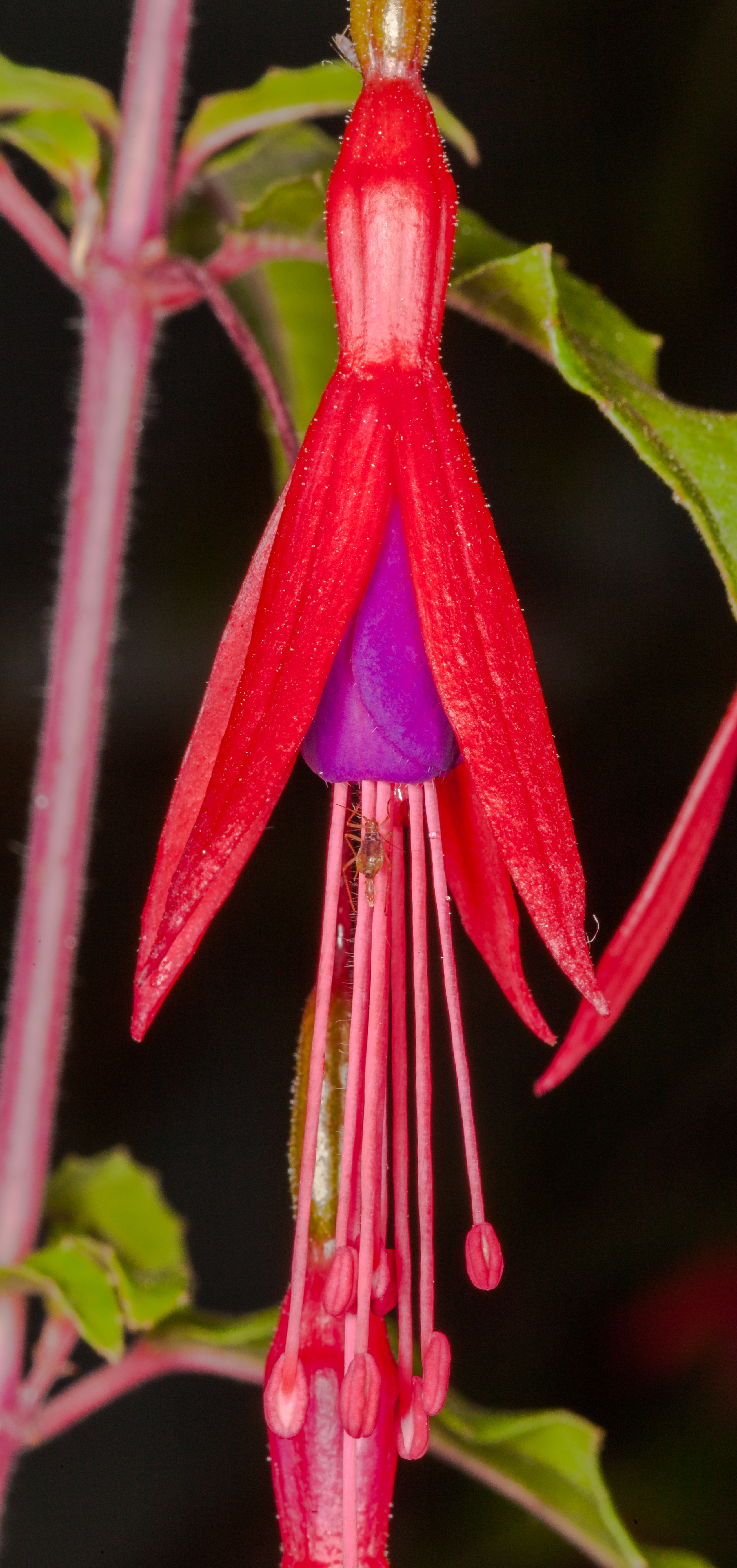
Flor cultivada en Alemania.

Su uso como planta ornamental se debe al colorido y forma de sus flores. Muchos de los cultivares existentes de Fuchsia son híbridos de especie con alguna otra del género que proceda de climas más cálidos.
También tiene usos medicinales ligados a las molestias propias de la menstruación, y como tinte tradicional para lanas.
Su antiguo uso para hibridar, se debe a su resistencia al frío.
El fruto, de sabor dulce, es comestible, lo mismo que unos hongos que crecen sobre su tallo, llamados en el sur de Chile "milcaos de monte".[cita requerida]

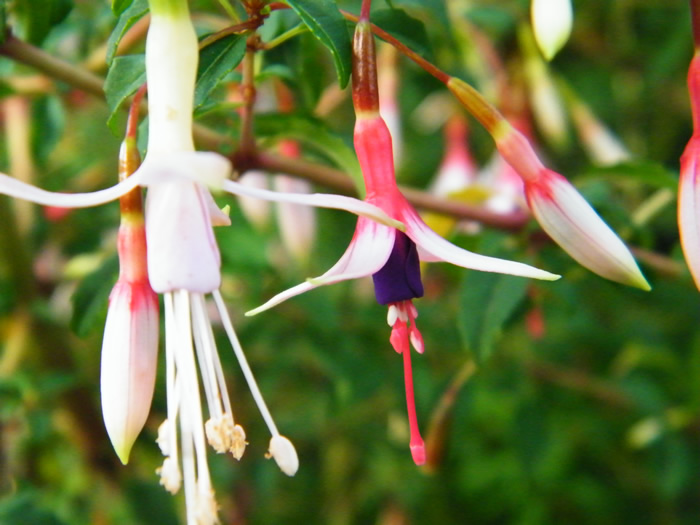
variedades molinae y eburnea.

## Taxonomía
Fuchsia arborescens fue descrita por John Sims y publicado en Encyclopédie Méthodique, Botanique 2(2): 565–566. 1788.
Etimología
Fuchsia: nombre genérico descrito por primera vez por Charles Plumier a finales del siglo XVII, y nombrada en honor del botánico alemán, Leonhart Fuchs (1501-1566).
magellanica: epíteto geográfico que alude a su localización en el Estrecho de Magallanes.
Sinonimia
- Dorvalla eucharis Comm. ex Lam.
- Fuchsia araucana Phil. 1876
- Fuchsia coccinea Sol.
- Fuchsia coccinea robustior Hook.f.
- Fuchsia gracilis Lindl.
- Fuchsia gracilis macrostema (Ruiz & Pav.) Lindl.
- Fuchsia macrostema Ruiz & Pav.
- Fuchsia magellanica macrostema (Ruiz & Pav.) Munz
- Fuchsia riccartoni Hort.
- Thilcum tinctorium Molina,[4][5][6]

## Nombres comunes
- chilco de Chile, melindres, palo blanco de Chile, palo mato de Chile, thilco de Chile, tilco de Chile.[7]